# Dictyonia pouroumae
Dictyonia pouroumae är en svampart som beskrevs av Henn. 1904. Dictyonia pouroumae ingår i släktet Dictyonia och familjen Helotiaceae.   Inga underarter finns listade i Catalogue of Life.